# Allison Hayes
Allison Hayes (6 de marzo de 1930- 27 de febrero de 1977) fue una modelo y actriz estadounidense.

## Primeros años
Allison Hayes nació Mary Jane Hayes de William E. Hayes (1880–1959) y Charlotte Gibson Hayes (1893–1977) en Charleston, Virginia Occidental. Estudió en Instituto Calvin Coolidge. Hayes ganó el título de Miss Columbia. En 1949 optó a ser Miss América. A pesar de no ganar la competición, esto le proporcionó la oportunidad de trabajar en una televisión local antes de ir a Hollywood para trabajar en Universal en 1954.

## Carrera

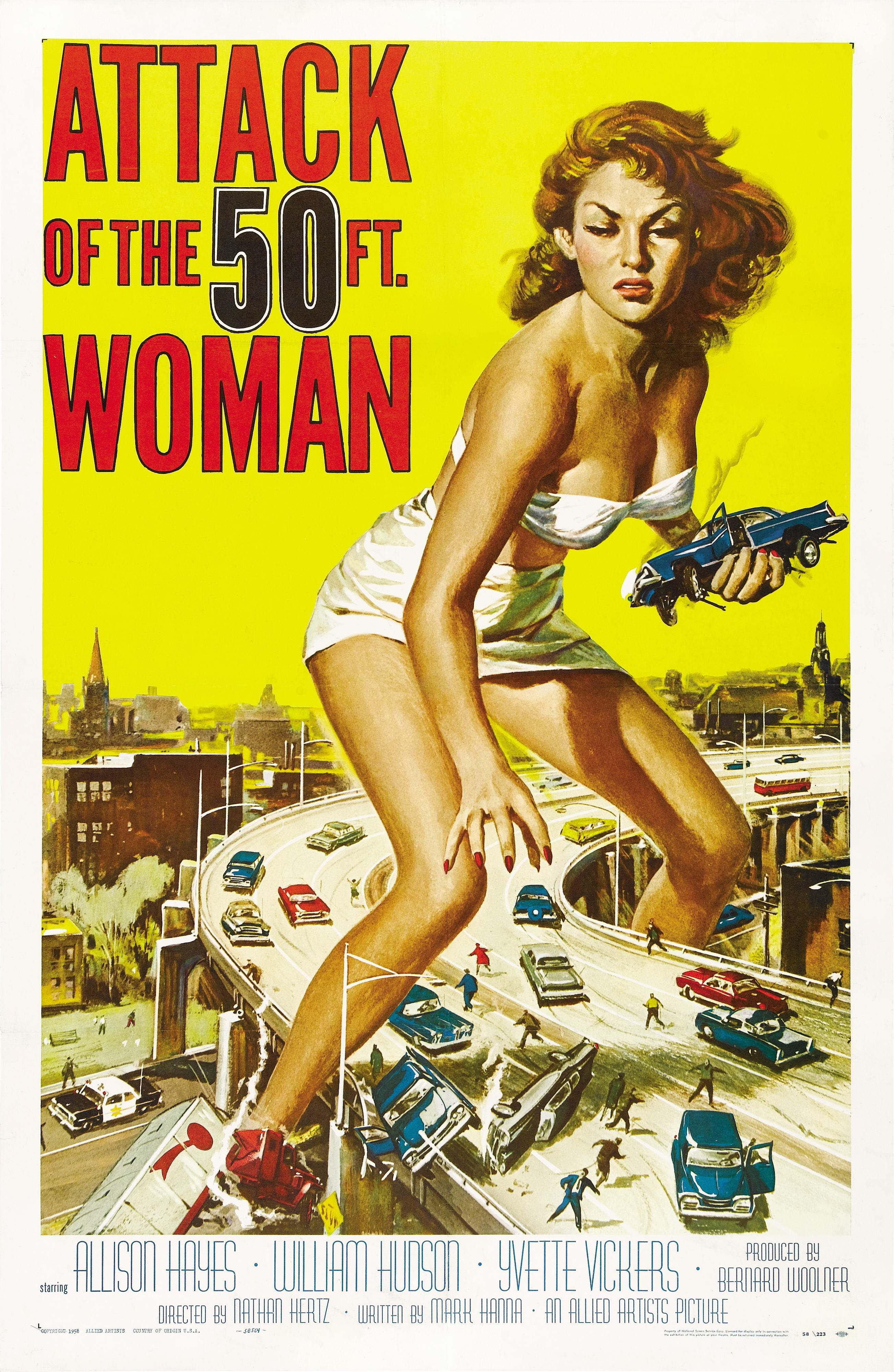
Póster de Reynold Brown para la película El ataque de la mujer de 50 pies (Attack of the 50 Foot Woman) (1958) protagonizada por Allison Hayes.

Hayes hizo su debut en la comedia de 1954 Francis Joins the WACS. Su segunda película, Sign of the Pagan, le proporcionó un papel importante junto a Jack Palance. Allison se rompió unas costillas durante el rodaje y por ello tuvo un pleito con la productora. Finalmente fue liberada de su contrato y firmó con Columbia Pictures en 1955. 
Su primera película para Columbia, Chicago Syndicate, no requirió de ella más que aparecer con su toque glamuroso. Count Three and Pray fue su siguiente película y el papel favorito de la propia Hayes, protagonista junto a Van Heflin.
En 1958 Hayes se convirtió en un icono del cine B al protagonizar la película El ataque de la mujer de 50 pies, donde se convierte en una mujer gigante debido a un encuentro con alienígenas. Este filme se ha convertido en una película de culto.

## Filmografía
| Filme      | Filme                              | Filme                        | Filme                                                        |
| Año        | Título                             | Personaje                    | Notas                                                        |
| ---------- | ---------------------------------- | ---------------------------- | ------------------------------------------------------------ |
| 1954       | Francis Joins the WACS             | Teniente Dickson             |                                                              |
| 1954       | Sign of the Pagan                  | Ildico                       |                                                              |
| 1955       | So This Is Paris                   | Carmen                       | Títulos alternativos: Three Gobs in Paris y So This Is Paree |
| 1955       | The Prodigal                       | Bit role                     | No acreditada                                                |
| 1955       | The Purple Mask                    | Irene de Bournotte           |                                                              |
| 1955       | Double Jeopardy                    | Barbara Devery               | Título alternativo: Crooked Ring                             |
| 1955       | Chicago Syndicate                  | Joyce Kern, alias Sue Morton |                                                              |
| 1955       | Count Three and Pray               | Georgina Decrais             | Título alternativo: The Calico Pony                          |
| 1956       | The Steel Jungle                   | Mrs. Archer                  |                                                              |
| 1956       | Mohawk                             | Greta Jones                  |                                                              |
| 1956       | Gunslinger                         | Erica Page                   |                                                              |
| 1957       | Zombies of Mora Tau                | Mona Harrison                | Título alternativo: The Dead That Walk                       |
| 1957       | The Unearthly                      | Grace Thomas                 |                                                              |
| 1957       | The Undead                         | Livia                        |                                                              |
| 1957       | The Disembodied                    | Tonda Metz                   |                                                              |
| 1958       | Hong Kong Confidential             | Elena Martine                |                                                              |
| 1958       | El ataque de la mujer de 50 pies   | Nancy Fowler Archer          |                                                              |
| 1958       | Wolf Dog                           | Ellen Hughes                 |                                                              |
| 1959       | A Lust to Kill                     | Sherry                       |                                                              |
| 1959       | Pier 5, Havana                     | Monica Gray                  |                                                              |
| 1959       | Counterplot                        | Connie Lane                  |                                                              |
| 1960       | The Hypnotic Eye                   | Justine                      |                                                              |
| 1960       | The High Powered Rifle             | Sharon Hill                  | Título alternativo: Duel in the City                         |
| 1963       | The Crawling Hand                  | Donna                        | Título alternativo: Don't Cry Wolf                           |
| 1963       | Who's Been Sleeping in My Bed?     | Mrs. Grayson                 |                                                              |
| 1965       | Tickle Me                          | Mabel                        |                                                              |
| Televisión |                                    |                              |                                                              |
| Año        | Título                             | Rol                          | Notas                                                        |
| 1955       | Four Star Playhouse                | Christine                    | 1 episodio                                                   |
| 1957       | The Ford Television Theatre        | Marian Abbott                | 1 episodio                                                   |
| 1957       | Death Valley Days                  | Mary Granger                 | 1 episodio                                                   |
| 1957       | The Millionaire                    | Linda Kendall                | 1 episodio                                                   |
| 1957       | The Web                            | Blonde                       | 1 episodio                                                   |
| 1957–1959  | Tombstone Territory                | Varios papeles               | 4 episodios                                                  |
| 1958       | Cool and Lam                       | Evaline Dell                 | Piloto de televisión                                         |
| 1958–1960  | Bat Masterson                      | Ellie White                  | 7 episodios                                                  |
| 1959       | Mike Hammer                        | Miriam Courtney              | 1 episodio                                                   |
| 1959       | The Rough Riders                   | Ellen Johnston               | 1 episodio                                                   |
| 1959       | Markham                            | Marina                       | 1 episodio                                                   |
| 1959       | Captain David Grief                | Melba                        | 1 episodio                                                   |
| 1959       | World of Giants                    |                              | 1 episodio                                                   |
| 1959       | Rawhide                            | Rose Morton                  | 1 episode                                                    |
| 1959       | The Alaskans                       | Stella                       | 1 episodio                                                   |
| 1960       | Richard Diamond, Private Detective | Angel Case                   | 1 episodio                                                   |
| 1960       | Men into Space                     | Mandy Holcomb                | 1 episodio                                                   |
| 1960       | 77 Sunset Strip                    | Marianne Winston             | Episodio: "The Parallel Caper"                               |
| 1960       | The Untouchables                   | Mrs. Charles "Pops" Felcher  | 1 episodio                                                   |
| 1960–1965  | Perry Mason                        | Various roles                | 5 episodios                                                  |
| 1961       | Acapulco                           | Chloe                        | Episodios desconocidos                                       |
| 1961       | The Case of the Dangerous Robin    |                              | 1 episodio                                                   |
| 1961       | Dick Powell's Zane Grey Theater    | Millie                       | 1 episodio                                                   |
| 1961       | Laramie                            | Francie                      | 1 episodio                                                   |
| 1961       | Surfside 6                         | Lotta                        | Episodio: "Prescription for Panic"                           |
| 1962       | Ripcord                            | Laura Coulter                | 1 episodio                                                   |
| 1962       | Bachelor Father                    | Loretta                      | 1 episodio                                                   |
| 1962       | Kraft Mystery Theatre              |                              | 1 episodio                                                   |
| 1963–1964  | General Hospital                   | Priscilla Longsworth         | Episodios desconocidos                                       |
| 1966       | The F.B.I.                         | Anne Frazier                 | 1 episodio                                                   |
| 1967       | The Iron Horse                     | Dana                         | 1 episodio                                                   |
| 1967       | Gomer Pyle, U.S.M.C.               | Rose Pilchek                 | 2 episodios                                                  |